# Donje Novo Selo (Chorwacja)
Donje Novo Selo (serb. Доње Ново Село) – wieś we wschodniej Chorwacji, w Sremie, w żupanii vukowarsko-srijemskiej, w gminie Nijemci.
W 2001 roku wieś liczyła 638 mieszkańców, z kolei w 2011 roku we wsi mieszkało 498 osób.
W 2011 roku liczba gospodarstw domowych we wsi wyniosła 142.